# Cheribon (residentie)

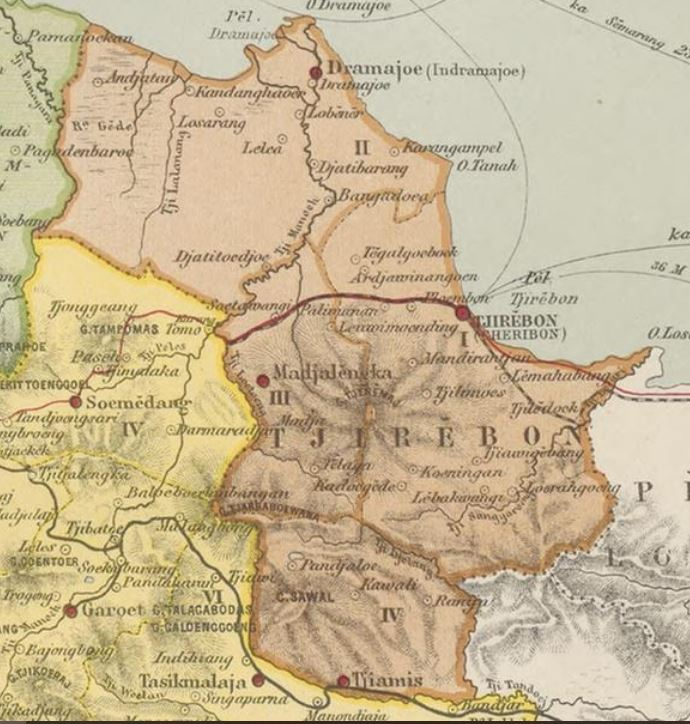
Residentie Cheribon 1909

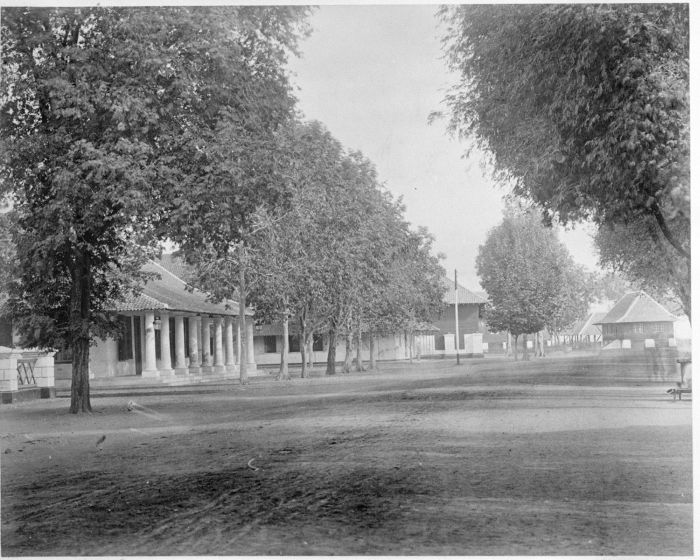
Straatgezicht met het kantoor van de Javasche Bank, Cheribon (foto tussen 1870 en 1892)

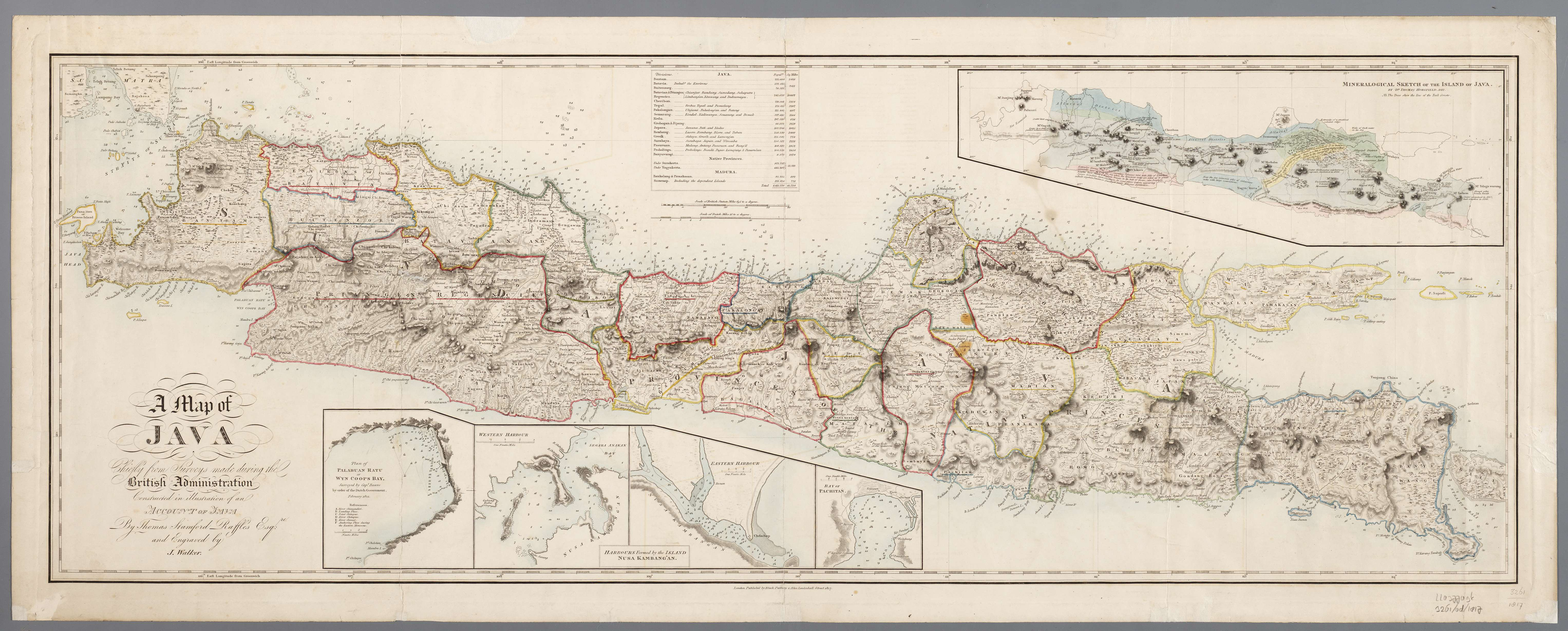
De residenten van Java ± 1817

Cheribon (Tjirebon) (nieuwespelling: Cirebon) was tussen 1818 en 1942 een residentie op het eiland Java in het huidige Indonesië.
 
Vanaf het begin van de 19e eeuw werd Nederlands-Indië onderverdeeld. Java was (met uitzondering van Batavia, de Vorstenlanden en Madoera) verdeeld in residenties met een resident als bestuurder. Deze resident stond direct onder de Gouverneur-generaal. Een residentschap was verdeeld in afdelingen of assistent-residentieën, elk met twee gezagsdragers: de regent uit de inlandse feodale aristocratie, protocollair de 'regerende vorst', en de assistent-resident, een Nederlander die de koloniale overheid vertegenwoordigt. Binnen deze residenties bestonden districten/(kabupaten Javaans voor district).
Districten van de Residentie Cheribon 1856
|  | Afdeeling Cheribon - 1 Kota Cheribon - 2 Loewar Kota - 3 Ploembon - 4 Beber - 5 Mandi Rantja - 6 Sindang Laoet - 7 Losari - 8 Gegesik Afdeeling Madjalengka - 9 Madjalengka - 10 Radja Galoe - 11 Djatiwangi - 12 Palimanan - 13 Madja - 14 Telaga Afdeeling Koeningan - 15 Koeningan - 16 Kadoe Gede - 17 Lebak wangi - 18 Tjiawigebang - 19 Loerahagoeng | Afdeeling Galoe - 20 Tjiamies - 21 Kawali - 22 Pandjaloe - 23 Rantja Afdeeling Indramajoe - 24 Indramajoe - 25 Karamgampel - 26 Sleman Particulier Land Indramajoe - 27 Passekan - 28 Lobener - 29 Oedjoeng - 30 Djati Toejoe Particulier Land Kandang Hawor - 31 Lelea - 32 Losarang - 33 Kandang Hawor - 34 Loewoeng Malang |

In het begin van de 18e eeuw begon de VOC met het verbouwen van koffie in het gebied, en in 1713 werden de eerste vrachten koffie naar Nederland gezonden. Er werd echter zó veel verbouwd, dat er overschotten kwamen. Daarom werd er van de handel in koffie afgezien, en werd er voortaan in peper gehandeld.
Andere handelsposten die onder Cheribon vielen waren: Indramajoe en Pamotangh. In de eerste werken 4 VOC-dienaren, en in de andere 225.
- Zie ook Lijst van residenten van Cheribon 1818 - 1942

Gouvernementen: Goudkust* · Nederlands Brazilië · Nederlandse Antillen · Nederlands-Guiana (Berbice* · Cayenne · Demerary* · Essequebo* · Pomeroon · Suriname*) · Nieuw-Nederland
Gebieden met een directeur: Maagdeneilanden
Gebieden met een baron: Tobago (geleend aan Cornelis Lampsins)
Factorijen / handelsposten: Arguin · Loango-Angolakust · Senegambia · Slavenkust
Gouvernementen: Amboina* · Banda* · Batavia* · Ceylon · Coromandelkust* · Formosa · Java's Noordoostkust* · Kaapkolonie* · Makassar* · Malakka* · Mauritius · Molukken*
Directoraten: Vestingen in Bengalen · Vestingen in Perzië · Suratte
Commandementen: Bantam* · Malabar · Sumatra's Westkust*
Residenten: Bandjarmasin* · Cheribon* · Palembang* · Pontianak*
Gebieden met een opperhoofd: Birma · Dejima* · Vestingen in Siam · Timor · Tonquin
Factorijen: Vestingen in China
Nederzettingen: Amsterdam eiland (incl. Smeerenburg) · Jan Mayen
Vestingen: Acadia · Fort Nassau · Zoutpannen in Venezuela
*: Gebieden ook in handen van de Bataafse Republiek geweest.